# Joseph Simon Volmar

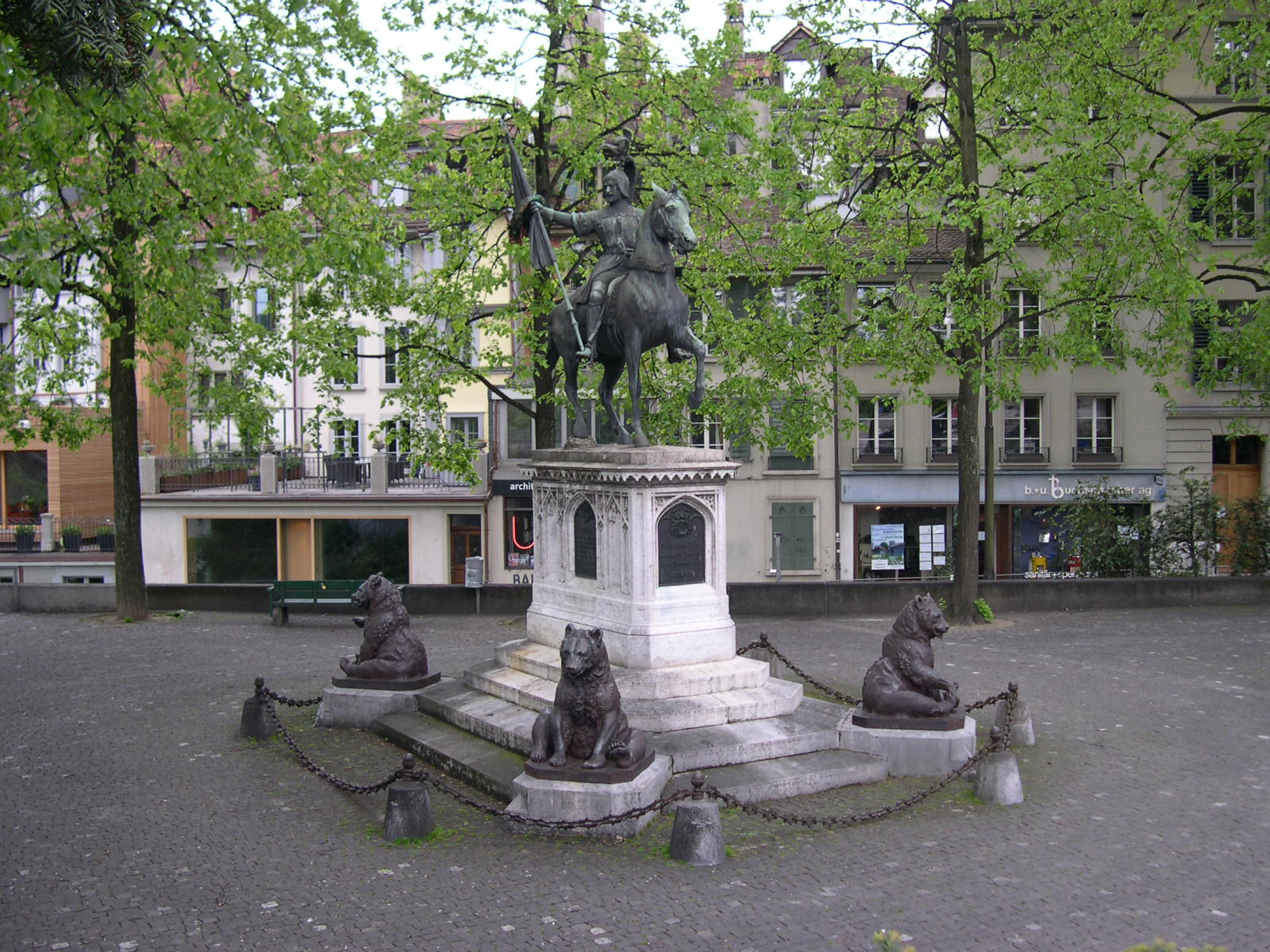
Das Erlach-Denkmal

Joseph Simon Volmar (* 26. Oktober 1796 in Bern; † 6. Oktober 1865 ebenda) war ein Schweizer Maler, Bildhauer, Lithograf und Kunstlehrer.

## Leben und Werk
Ab 1814 studierte er in Paris bei Horace Vernet, Théodore Géricault und David d’Angers. Nachdem er in Frankreich als Tiermaler gearbeitet hatte, wurde er 1836 als Dozent an die Berner Kunstschule gewählt. Hier entwarf er ein Denkmal für Rudolf von Erlach, das nach vielen politischen Auseinandersetzungen 1849 eingeweiht werden konnte, und wurde dafür von der Universität Bern zum Ehrendoktor ernannt. Er schuf auch ein Denkmal für Jean Baptiste Girard in Freiburg im Üechtland. Es war 1850 von der dortigen Regierung bestellt worden, wurde zehn Jahre später eingeweiht und danach noch durch Reliefs von Raphael Christen ergänzt.
Seine Söhne waren Paul Volmar und Theodor Volmar.